# 위험성
위험성 또는 리스크(risk)는 어떠한 법률상의 보호가 되어 있는 이익을 침해할 가능성이 있음을 지칭하는 형법상의 개념이다. 
간단히 말해서 위험성은 나쁜 일이 일어날 가능성이다. 위험은 인간이 가치 있게 여기는 것(예: 건강, 복지, 부, 재산 또는 환경)과 관련된 활동의 영향/의미에 대한 불확실성을 포함하며, 종종 부정적이고 바람직하지 않은 결과에 초점을 맞춘다. 다양한 정의가 제안되었다. 다양한 응용 분야에서 공통적으로 이해되는 위험에 대한 국제 표준 정의는 "불확실성이 목표에 미치는 영향"이다.
위험에 대한 이해, 평가 및 관리 방법, 위험에 대한 설명, 심지어 위험에 대한 정의까지 실무 영역(비즈니스, 경제, 환경, 금융, 정보 기술, 건강, 보험, 안전, 보안 등)에 따라 다르다. 위험 관리에 대한 국제 표준인 ISO 31000은 조직이 직면한 위험 관리에 대한 원칙과 일반 지침을 제공한다.

## 추상적위험성
한 개인이 자기 집에 불을 지른 경우 직접적으로 타인의 소유물에 피해를 입히지는 않았으나 사회공공의 안전보호라는 추상적인 법익을 침하였다고 본다.

## 구체적위험성
현실적으로 일정한 법익을 침해할 가능성을 말한다.

## 같이 보기
- 민방위
- 대응조치
- 세계재앙위험
- 위험
- 상대위험도
- 신뢰성 공학
- 위험중립측도
- 체계적 위험

## 참고 문헌
- 손동권, 『체계적 형법연습』, 율곡출판사, 2005. (ISBN 8985177915)